# آيت صالح (آيت سبع لجروف)
آيت صالح هي إحدى مشيخات المملكة المغربية، تتبع جغرافيا لإقليم صفرو وإداريًا لآيت سبع لجروف. يقدر عدد سكانها بـ 11827 نسمة حسب الإحصاء الرسمي للسكان والسكنى لسنة 2004.